# Equilibrado de ruedas

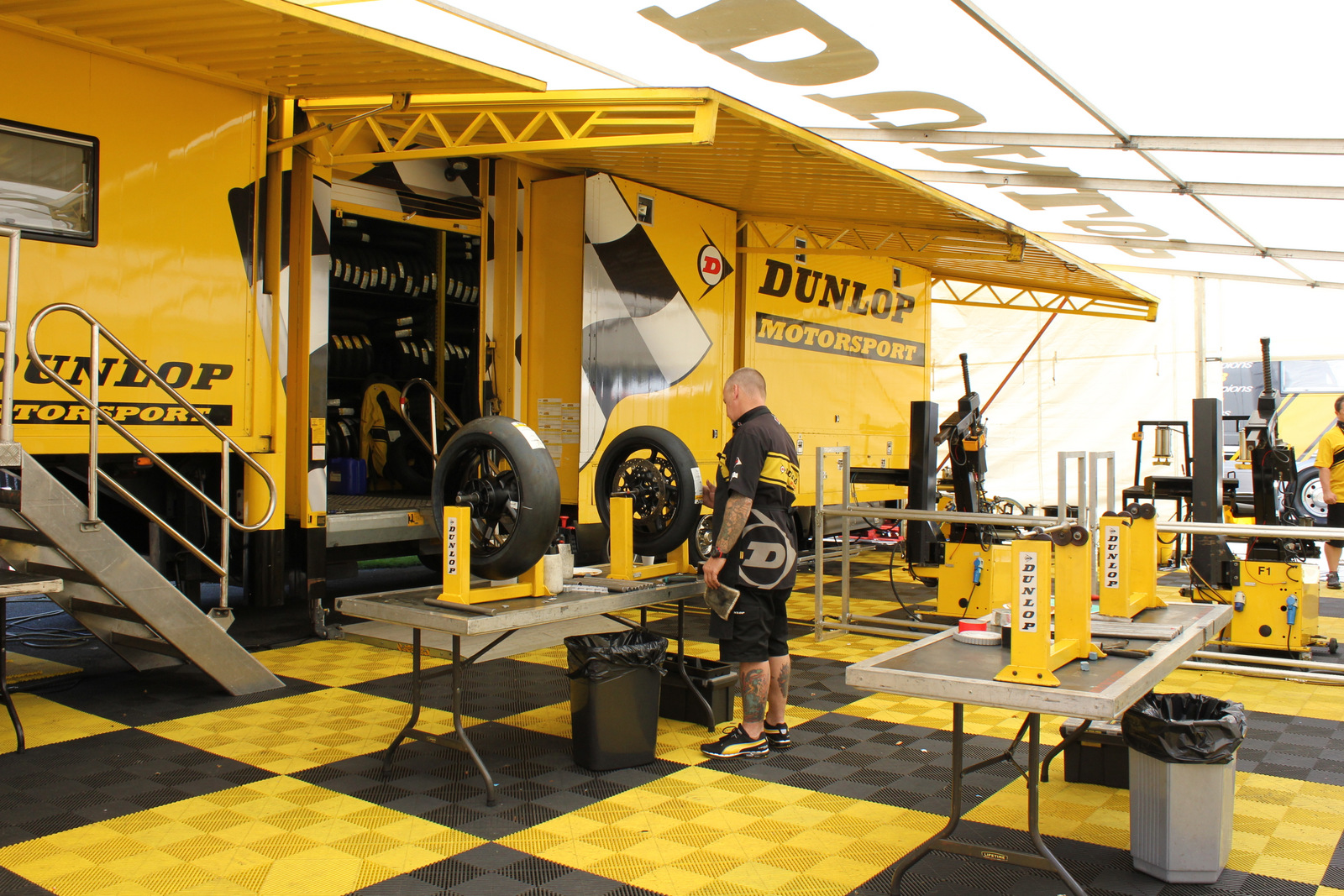
Taller móvil de equilibrado de ruedas durante una prueba del Tourist Trophy

El equilibrado de ruedas, o equilibrado de neumáticos, consiste en controlar y corregir la distribución de la masa dentro de un neumático de un automóvil o de toda la rueda (incluida la llanta ) sobre la que está montado, .por asegurarse que la vibración residual se sitúa dentro de límites aceptables.
Cuando la rueda gira, las asimetrías en la distribución de su masa pueden hacer que aplique fuerzas y pares periódicos al eje, lo que puede causar perturbaciones en la conducción, normalmente como vibraciones verticales y laterales, y esto también puede hacer que el volante oscile. La frecuencia y la magnitud de esta perturbación del trayecto suele aumentar con la velocidad y las suspensiones del vehículo pueden excitarse cuando la frecuencia de rotación de la rueda es igual a la frecuencia de resonancia de la suspensión.
El equilibrado de los neumáticos se mide en las fábricas y los talleres de reparación mediante dos métodos: con Equilibrados estáticos y con Equilibrados dinámicos. Los neumáticos con grandes desequilibrios se degradan o se rechazan. Cuando los neumáticos se instalan en las ruedas en el punto de venta, se vuelven a medir en una máquina de equilibrar y aplican contrapesos de corrección para contrarrestar su desequilibrio combinado. Los neumáticos se pueden reequilibrar si el conductor percibe una vibración excesiva. El equilibrio de los neumáticos es diferente de la alineación de las ruedas.

## Equilibrio estático

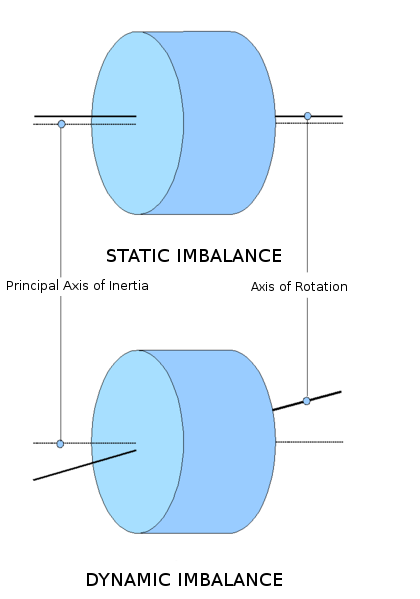
Física del desequilibrio de los neumáticos

El equilibrio estático requiere que el centro de masa de la rueda esté situado a su eje de rotación, generalmente en el centro del eje sobre el que está montada. El equilibrio estático se puede medir mediante una máquina de equilibrio estático donde el neumático se coloca sobre un huso vertical que no gira. Si el centro de masa del neumático no se encuentra en este eje vertical, la gravedad hará que el eje se desvíe. La cantidad de deflexión indica la magnitud del desequilibrio y la orientación de la deflexión indica la ubicación angular del desequilibrio. En las fábricas de fabricación de neumáticos, los equilibradores estáticos utilizan sensores montados en el conjunto del tornillo. En las tiendas al por menor de neumáticos, los Equilibrados estáticos suelen ser Equilibrados de burbujas no rotativos, donde la magnitud y el ángulo del desequilibrio se indica mediante la burbuja central en un manómetro de vidrio lleno de aceite. Aunque algunas tiendas muy pequeñas que no tienen máquinas especializadas siguen haciendo este proceso, han sido sustituidas en gran manera en tiendas más grandes para máquinas.

## Equilibrio dinámico
El equilibrio dinámico requiere que un eje principal del momento de inercia del neumático esté alineado con el eje alrededor del cual gira el neumático, generalmente el eje sobre el que está montado. En la fábrica de neumáticos, el neumático y la rueda están montados en una rueda de prueba de la máquina de equilibrio, el conjunto se gira a 100 RPM (10 a 15) mph con sensores recientes de alta sensibilidad) o superior, 300 RPM (55 a 60 mph con sensores típicos de baja sensibilidad) y las fuerzas de desequilibrio se miden mediante sensores. Estas fuerzas se resuelven en valores estáticos y de pareja para los planes interior y exterior de la rueda, y se comparan con la tolerancia de desequilibrio (los límites máximos de fabricación permitidos). Si no se comprueba el neumático, puede provocar vibraciones en la suspensión del vehículo sobre el que está montado. En las tiendas minoristas de neumáticos, los conjuntos de neumáticos / ruedas se comprueban en un equilibrado de giro, que determina la cantidad y el ángulo de desequilibrio. Los contrapesos de equilibrio se adaptan a las bridas exterior e interior de la rueda.
Aunque el equilibrio dinámico es teóricamente mejor que el equilibrio estático, ya que se pueden medir y corregir los desequilibrios tanto dinámicos como estáticos, su eficacia se discute debido a la naturaleza flexible del caucho. Un neumático en una máquina de hilar libre puede no experimentar la misma distorsión centrífuga, distorsión del calor, ni el peso y la cámara que experimentaría en un vehículo. Por lo tanto, el equilibrio dinámico puede crear nuevos desequilibrios no deseados.
El equilibrio dinámico ha requerido tradicionalmente la eliminación de la rueda del vehículo, pero los sensores instalados en los coches modernos, tales como los frenos antibloqueo, podrían permitir estimar el desequilibrio durante la conducción.

### La física del equilibrio dinámico

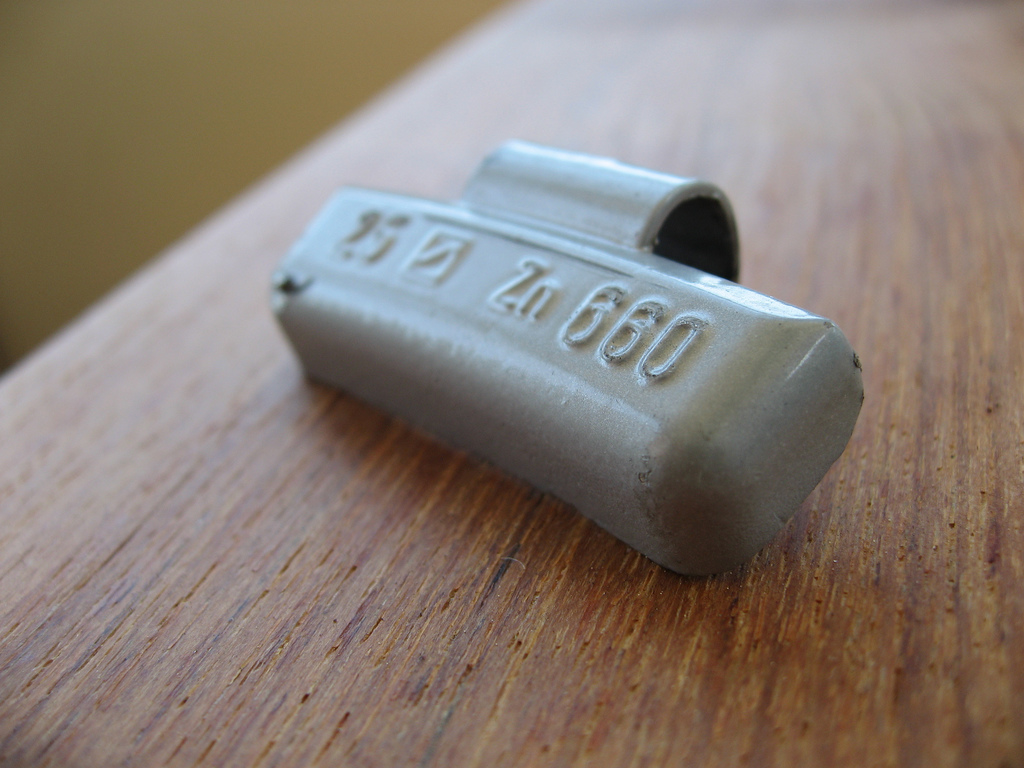
Peso de equilibrado para neumáticos (pieza de zinc de 25 g de peso)

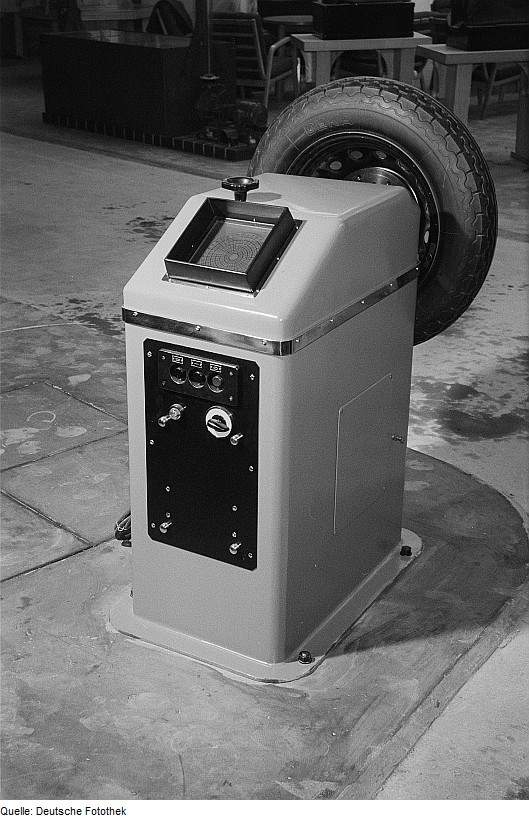
Máquina para el equilibrado de ruedas de automóvil

En una primera aproximación, que descuida las deformaciones por su elasticidad, la rueda es un rotor rígido que está obligado a girar alrededor de su eje. Si un eje principal del momento de inercia de la rueda no está alineado con el eje, debido a una distribución de masa asimétrica, es necesario un par externo, perpendicular al eje, para forzar la rueda a girar alrededor del eje. Este par adicional debe proporcionar el eje y su orientación gira continuamente con la rueda. La reacción a este par, por la tercera ley de Newton, se aplica al eje, que lo transfiere a la suspensión y puede hacer que vibre. Los técnicos de automoción pueden reducir esta vibración a un nivel aceptable en equilibrar la rueda añadiendo pequeñas masas a las llantas de la rueda interior y exterior que llevan el eje principal en la alineación con el eje.

## Vibración del vehículo
a vibración a los automóviles puede producirse por muchos motivos, como el desequilibrio de las ruedas, la forma imperfecta de los neumáticos o de las ruedas, la pulsación del freno y la transmisión, suspensión o componentes de dirección desgastados o sueltos. Los materiales extraños, tales como alquitrán de la carretera, piedras, hielo o nieve, que se pegan a la banda de rodadura de un neumático o se adhieren al neumático oa la rueda de otro modo también pueden provocar un desequilibrio temporal y vibraciones posteriores.

## Consecuencias medioambientales
Cada año, los técnicos del automóvil los equilibran con millones de contrapesos pequeños. Tradicionalmente, estos contrapesos se han hecho de plomo ; se estima que hasta 500.000 libras de plomo, después de haber caído de las ruedas del coche, terminaron al medio ambiente. Según la Agencia de Protección del Medio Ambiente de Estados Unidos, en todo el mundo estas suman más de 20.000 toneladas anuales de plomo y, por tanto, se fomenta el uso de materiales menos tóxicos. En Europa, el peso del plomo está prohibido desde 2005; en Estados Unidos, algunos estados también los han prohibido. Las alternativas son contrapesos hechos de aleaciones de plomo que incluyen zinc o cobre, o bien contrapesos totalmente libres de plomo. Además, los productos de equilibrio interno de los neumáticos son una alternativa factible al equilibrio de los neumáticos. Son productos que se introducen en el neumático cuando se monta en la llanta, eliminando así el uso de contrapesos.